# Cupreuscelophilus mayongi
Cupreuscelophilus mayongi es una especie de coleóptero de la familia Attelabidae.

## Distribución geográfica
Habita en la China.